# ブラッシング (インターネット商取引)
ブラッシング（英:Brushing）は、電子商取引で使われる詐欺テクニックである。 
偽注文を偽装して売り手の評価を高めるために行われる。「ブラッシング詐欺」とも呼ばれる。 

## 背景
たいていの電子商取引サイトでは複数の基準で販売者を評価し、その評価を顧客に示している。良い評価は売り上げを伸ばすことに繋がるため、こうした評価は販売者にとって非常に重要である。普通、売り上げた商品の数は、評価において重要な要素となっており、その評価を上げるために偽の注文を行うのがブラッシングである。 
販売者は、偽の注文のためにブラッシング詐欺業者にいくらか支払うか、あるいは単に他人の情報を使用して自ら注文することでブラッシングを行うことができる。電子商取引サイトにおいて、ある注文が有効とされるには、通常、出荷済であることが前提となっている。それゆえ、販売者は空箱や安い商品を頻繁に出荷する。こうした偽の注文は、ばれることがなければ、販売者の評価を高め、電子商取引サイト上での検索結果の上部に自分の商品を表示させることができる。  
多くの電子商取引サイトがこの問題を認識しており、積極的にブラッシングと闘っていると言う。この点で、非常に注目される企業の１つが、アリババである。株式公開の前に公表した目論見書では、アリババはその問題に言及さえしていた。ブラッシングは、会社の財務諸表で報告された数値を膨張させるので、投資家や市場規制当局の注目を集めることにもなる。たとえば、米国証券取引委員会は、アリババが「独身の日」に140億ドル以上の収益を報告したとき、そのデータの有効性を検査する調査を開始した。 

## 過去の事件
2019年7月、そうしたブラッシングの一環として、注文したことのないパッケージを受け取ったという人々からの報告が、Amazonに寄せられた。Amazonはこれを受け、身に覚えがない小包に注意するように呼び掛けた。Amazonのシステムでは、購入者は製品の確認済みレビューを残せるため、偽の5つ星レビューを投稿してその評価を高めることができる。送り先の住所は、あらかじめ第三者の販売者から取得したり、単純にインターネット検索によって得たりしているようである。そうした小包を受け取ってもそれ以上の問題はないが、場合によっては、故意の個人情報漏洩があった可能性を指摘することができる。この場合の顧客は、問題の販売者にすぐに知らせるとともに、パスワードを変更し、場合によってはクレジットモニタリングサービスを利用すると良いとされている。 
2020年7月、「イヤリング」などの偽の説明が付いた種子の小包が何千も、中国から世界中に届けられた。謎の種はバイオセキュリティの懸念を引き起こしたが、ブラッシング詐欺であるとも考えられている。 イギリス環境・食糧・農村地域省(DEFRA)やアメリカ合衆国農務省(USDA)などが調査している。ケンタッキー州の農業委員Ryan Quarles氏は、「十分な情報がなく、これがデマか、いたずらか、インターネット詐欺か、農業バイオテロかを判断できない」と述べた。中国郵政は、「中国郵政」のロゴのついた宛名ラベルは偽造されたものだと述べた。一方、台湾の中華郵政は、密輸品の積み替えの罪で、中国の物流会社に罰金を課す予定である。